# Wet op aparte gerieven

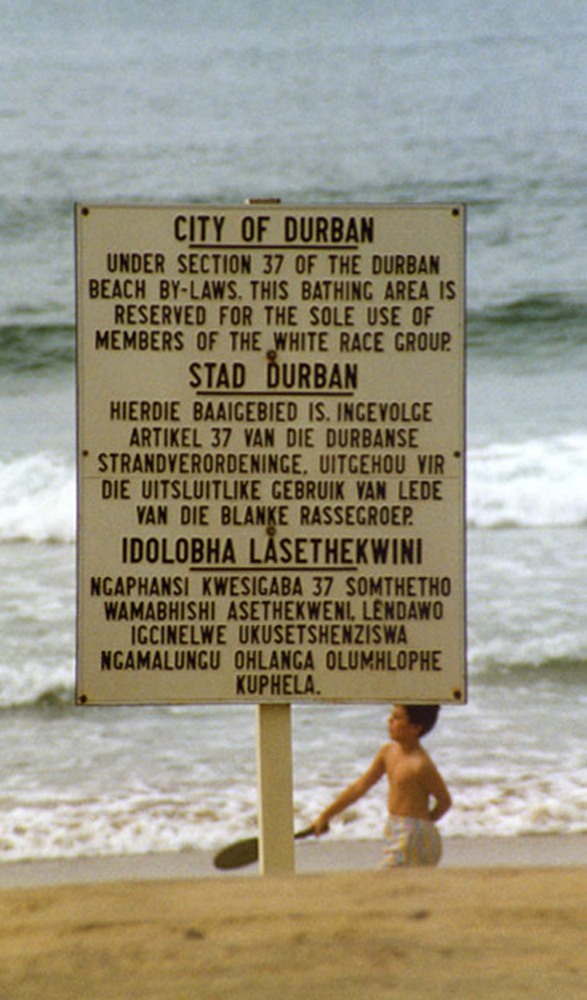
Bord op het strand van Durban in 1989, dat zegt dat het strand uitsluitend voor blanken toegankelijk is.

De Wet op aparte gerieven (Afrikaans: Wet op Afsonderlike Geriewe) is een Zuid-Afrikaanse wet uit 1953 die deel uitmaakte van een geheel van wetten die ingesteld werden in de tijd van de apartheid. De wet legaliseerde rassenscheiding in publieke gebouwen, voertuigen en diensten. Enkel openbare wegen waren buiten de wet gehouden. 
Sectie 3b van de wet begon met het vermelden dat de voorzieningen voor de verschillende rassen niet dezelfde kwaliteit behoefden te hebben, terwijl sectie 3a erin voorzag dat niet alle voorzieningen voor alle rassen opgezet dienden te worden, maar sommige rassen geheel mochten uitsluiten. In de praktijk kwam dit erop neer dat de beste voorzieningen toebedeeld werden aan de blanke inwoners. 
Na inwerkingtreding van de wet namen veel Zuid-Afrikaanse gemeenten direct actie door een groot aantal plaatsen aan te wijzen die in het vervolg 'slegs vir blankes' toegankelijk waren.
Een opmerkelijke uitzondering moest de overheid maken voor de Johannesburg Zoo en het aangrenzende meer. De voorwaarden waarop de gronden beschikbaar waren gesteld schreven voor dat alle rassen er welkom waren. Rassenscheiding was niet toegestaan zolang de dierentuin er gevestigd was.
Op 20 juli 1990 werd er over de beëindiging van de wet gestemd, waarna deze op 15 oktober 1990 daadwerkelijk buiten werking werd gesteld.